# Werksiedlung Stahlwerkstrasse

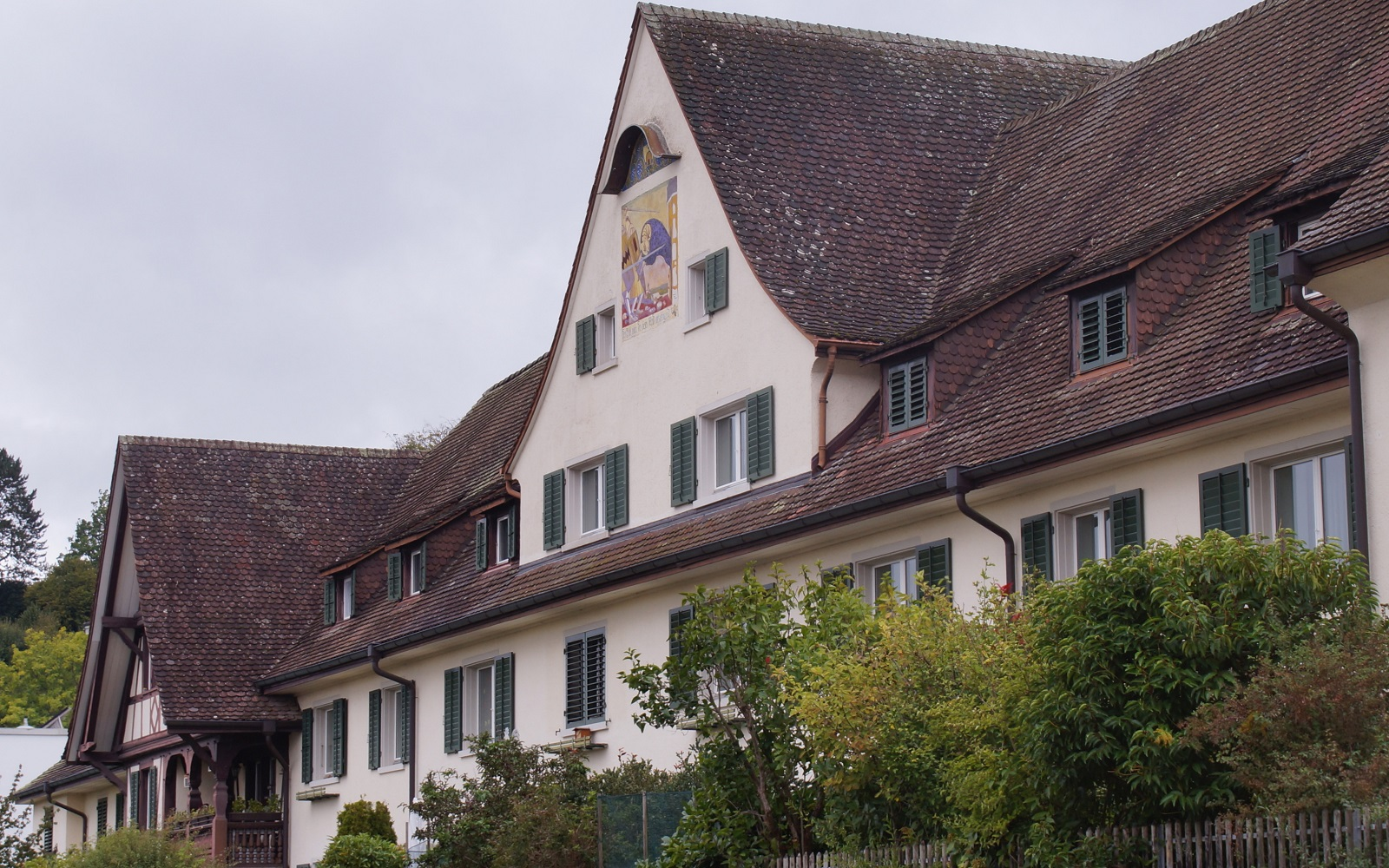
Werksiedlung Stahlwerkstrasse (2020)

Die Werksiedlung Stahlwerkstrasse der Georg Fischer AG (GF) in Schaffhausen ist eine ehemalige Arbeitersiedlung, die durch die Karlsruher Architektengemeinschaft «Curjel & Moser» im Heimatstil geplant wurde. Die von 1910 bis 1911 als Arbeiterkolonie Schwarzadlergut errichtete Anlage ist im Kulturgüterschutz-Inventar der Schweiz als «Kulturgut von regionaler Bedeutung» (B-Objekt, KGS-Nr. 14511) klassifiziert und ist Teil des «Ortsbilds von nationaler Bedeutung» im Inventar der schützenswerten Ortsbilder der Schweiz (ISOS).

## Lage
Die Siedlung befindet sich auf der «Breite», einem Plateau über dem Mühlental, das noch im 21. Jahrhundert von den ehemaligen Werksanlagen der Georg Fischer AG geprägt wird. Der nahe «Felsenstieg» ist ein Treppenweg, der von den Werksiedlungen der «Breite» direkt zum «Werk III» führt.
Im Frühjahr 1948 liess Georg Fischer eine weitere Werksiedlung für Arbeiter und Angestellte mit 44 Wohnungen im Nordosten der Anlage errichten.

## Geschichte
Die Wohnquartiere am Rand der «Breite» wurden in den Jahren 1895 bis 1930 errichtet. Georg Fischer war 1906–1907 Bauherr der Werksiedlung «Schwarzadlergüetli» mit hoher «architektonischer und historischer» Qualität. Wenige Jahre später sollte auch die nordwestlich anschliessende Stahlwerkstrasse erschlossen werden.
«Curjel & Moser» planten zu gleicher Zeit das Kunsthaus Zürich und den Badischen Bahnhof in Basel. Die U-förmige Anlage in der Stahlwerkstrasse umfasst eine Reihe von 11 Häusern unterschiedlicher Haustypen, die vom Heimatstil geprägt sind. Die zwei- bis dreigeschossigen Häuser sind giebel- oder traufständig. Im nach Norden geöffneten Innenhof mit Gärten befinden sich zwei Waschhäuser. Die Schauseite der «imposanten» Anlage ist nach Süden ausgerichtet, ihre Ansicht ist heute durch «hässliche neue Garagenfronten» beeinträchtigt.
Südlich der Anlage befand sich noch in den 1980er Jahren eine grosse Freifläche mit Pflanzgärten. Erst in jüngster Zeit wurde die gegenüberliegende Strassenseite mit Reihenhäusern im Stil des Minimalismus bebaut.

## Fussnoten
1. ↑  KGS-Nr. 14511. In: Kantonsliste A- und B-Objekte Kanton SH. Schweizerisches Kulturgüterschutzinventar mit Objekten von nationaler (A-Objekte) und regionaler (B-Objekte) Bedeutung. In: Bundesamt für Bevölkerungsschutz BABS – Fachbereich Kulturgüterschutz, 1. Januar 2024,  (PDF; 299 kB, 12 S., Revision KGS-Inventar 2021 (Stand: 1. Januar 2023)).
2. ↑  Nr. 56 in Die Ortsbilder von nationaler Bedeutung. Ortsbildaufnahmen Schaffhausen. (ISOS, Nr. 3050; PDF) im Geoportal der Bundesverwaltung.
3. ↑  R. Bäny: Unser Wohnungsbau. In: +GF+ Mitteilungen. Nr. 21 (Dezember 1947). S. 67. (PDF; 7,8 MB)
4. ↑  Ortsbildaufnahmen Schaffhausen. (ISOS, Nr. 3050) Nr. 11.3.
5. ↑  Ortsbildaufnahmen Schaffhausen. (ISOS, Nr. 3050) Nr. 11.0.59.
6. ↑  Ortsbildaufnahmen Schaffhausen. (ISOS, Nr. 3050) Nr. 11.0.60.

Koordinaten: 47° 42′ 33,1″ N, 8° 37′ 36,1″ O; CH1903: 689164 / 284962